# Chiron (Zeitschrift)
Der Chiron ist eine Fachzeitschrift für Alte Geschichte. Der volle Titel lautet Chiron. Mitteilungen der Kommission für Alte Geschichte und Epigraphik des Deutschen Archäologischen Instituts.
Herausgegeben wird der Chiron von der in München angesiedelten Kommission für Alte Geschichte und Epigraphik des Deutschen Archäologischen Instituts. Epigraphische Themen nehmen in der Zeitschrift traditionell einen größeren Raum ein als in anderen althistorischen Journalen, es erscheinen aber auch Beiträge zu anderen Feldern der Alten Geschichte.
Die Zeitschrift, neben Klio und Historia das dritte „große“ deutsche Fachorgan für Alte Geschichte, wurde 1971 gegründet. Neben deutschen Althistorikern publizieren hier regelmäßig auch angelsächsische, französische, italienische und spanische Gelehrte, was der Zeitschrift ein internationales Publikum und ein großes Ansehen verschafft. Sie erscheint einmal pro Jahr, in der Regel im November. Im Chiron erscheinen keine Rezensionen; dafür enthält jeder Band eine Liste der im Berichtsjahr in Deutschland abgeschlossenen althistorischen Dissertationen.
Bis 2005 erschien die Zeitschrift beim Verlag C.H.Beck, 2006 wechselte man zum Verlag Walter de Gruyter. Seit diesem Jahr fungiert der aus namhaften Althistorikerinnen und Althistorikern zusammengesetzte Beirat der Kommission für Alte Geschichte und Epigraphik als Gutachter- und Herausgebergremium. Zum Beirat gehören aktuell (August 2024) Andrea Binsfeld, Henning Börm, Peter Eich, Pierre Fröhlich, Angela Ganter, Andrea Jördens, Karen Radner, Sebastian Schmidt-Hofner und Johannes Wienand.